# Bârloi, Argeș
Bârloi este un sat în comuna Bogați din județul Argeș, Muntenia, România.